# District de Chengyang
Le district de Chengyang (城阳区 ; pinyin : Chéngyáng Qū) est une subdivision administrative de la province du Shandong en Chine. Il est placé sous la juridiction de la ville sous-provinciale de Qingdao. Le district est situé au nord de cette ville.

## Zone industrielle
En 2012, le district comptait sept millions d'habitants. C'est un centre industriel important. 